# Operacja Samum
Operacja Samum (ang. Operation Simoom) – ściśle tajna ewakuacja funkcjonariuszy instytucji wywiadowczych USA, przeprowadzona w 1990 roku przez polski wywiad (Zarząd Wywiadu Urzędu Ochrony Państwa) w Iraku.

## Przebieg
W 1990 roku agenci Centralnej Agencji Wywiadowczej (CIA) poprosili europejskie instytucje wywiadowcze o pomoc w ewakuacji sześciu amerykańskich funkcjonariuszy Centralnej Agencji Wywiadowczej, Defense Intelligence Agency (DIA) i National Security Agency (NSA), którzy śledzili ruchy irackich wojsk przed I wojną w Zatoce Perskiej. Państwa takie jak Związek Radziecki, Wielka Brytania i Francja odmówiły pomocy; tylko Polacy zgodzili się na udział.
Choć Polska była związana z Irakiem dzięki pracom budowlanym prowadzonym przez polskie firmy inżynierskie, władze polskie zleciły operację kilku funkcjonariuszom, w tym dyplomatom (wcześniej służącym w Służbie Bezpieczeństwa – Departament I Ministerstwa Spraw Wewnętrznych) w nowo powołanym Zarządzie Wywiadu Urzędu Ochrony Państwa. Dowódcą operacji – powołanym przez Ministra Spraw Wewnętrznych i Szefa Urzędu Ochrony Państwa Krzysztofa Kozłowskiego – został płk Gromosław Czempiński, współpracujący z pracującym pod przykryciem płk. Andrzejem Maronde, dyplomatycznym kierownikiem Wydziału Konsularnego Ambasady Rzeczypospolitej Polskiej w Bagdadzie i nowo powołanym szefem komórki organizacyjnej Zarządu Wywiadu Urzędu Ochrony Państwa w Ambasadzie Rzeczypospolitej Polskiej w Bagdadzie.
Głównym zadaniem było nawiązanie kontaktu ze szpiegami ze Stanów Zjednoczonych i przekazanie im polskich paszportów, dzięki czemu mogli oni opuścić Irak. Operacja była trudna, gdyż Irakijczycy zauważyli kontakty między Polakami a Amerykanami. Amerykańscy agenci otrzymali schronienie na polskiej budowie, zapewniono im paszporty i umieszczono w autobusie wyjeżdżającym z Iraku. Pogranicznik irakijski, który patrolował granicę, studiował w Polsce i dosyć dobrze znał język polski, w związku z czym odpytywał pasażerów. Amerykański funkcjonariusz nie znał języka polskiego, więc udawał nietrzeźwego (inna wersja mówi o tym, że zemdlał), bazując na stereotypie pijanych Polaków. Iracki funkcjonariusz odstąpił od dalszej kontroli, a autobus przekroczył granicę Iraku z Turcją ze wszystkimi pasażerami. Polski wywiad zdobył także tajne, szczegółowe mapy Bagdadu z instalacjami wojskowymi, przydatne przy operacji Pustynna Burza.
W nagrodę za tę pomoc członkowie administracji Stanów Zjednoczonych obiecali zwrócić się do pozostałych państw o to, by umorzyły połowę długu zagranicznego Polski zaciągniętego w okresie Polskiej Rzeczypospolitej Ludowej, czyli 16,5 miliarda dolarów amerykańskich. W rezultacie tej akcji Stany Zjednoczone Ameryki pomogły też w zorganizowaniu Jednostki Wojskowej GROM, a płk Gromosław Czempiński za tę akcję uzyskał odznakę Centralnej Agencji Wywiadowczej.

## Media
Informacja o tej akcji po raz pierwszy została ujawniona w 1995 roku na łamach dziennika „The Washington Post”. W 1999 roku polski reżyser Władysław Pasikowski nakręcił o niej film pod tytułem Operacja Samum, pierwszy polski film współfinansowany przez Warner Bros. i trzeci przez HBO.
Wbrew doniesieniom mediów amerykańskich, ppłk Sławomir Petelicki w swojej książce zatytułowanej „GROM Siła i Honor” zaprzeczył temu, jakoby uczestniczył w tej operacji.
Wiosną 2002 roku na łamach witryny internetowej Urzędu Ochrony Państwa po raz pierwszy potwierdzono wyprowadzenie amerykańskich szpiegów z Iraku, bez podawania szczegółów.
W 2016 emerytura płk Andrzeja Maronde została zmniejszona o połowę na mocy "ustawy dezubekizacyjnej" i dopiero w 2023 prawomocnym wyrokiem sądu została ona przywrócona do oryginalnej wysokości.